# Alone in the Dark 2 (film)
Série
Alone in the Dark
(2005)
Pour plus de détails, voir Fiche technique et Distribution.
Alone in the Dark 2 est un film germano-américain réalisé par Michael Roesch et Peter Scheerer, sorti en 2008.

## Synopsis
Après avoir été en possession d'une dague maléfique, Edward Carnby est victime d'hallucinations. Lui seul détient la clé pour mettre fin à une lutte entre le bien et le mal. Il va mettre sa vie en péril en rejoignant une équipe de chasseurs de sorcières à la poursuite de la démoniaque Elisabeth Dexter qui est une sorcière revenante.

## Fiche technique
- Titre original : Alone in the Dark II
- Titre français : Alone in the Dark 2
- Réalisation : Michael Roesch et Peter Scheerer
- Scénario : Michael Roesch et Peter Scheerer
- Musique : Jessica de Rooij
- Direction artistique : Jasmine Garnet
- Décors : Thomas William Hallbauer
- Costumes : Kevin Ian Ackerman
- Photographie : Zoran Popovic
- Son : Jochen Engelke, Max Wanko
- Montage : Joe Pascual
- Production (États-Unis) : Uwe Boll

Production exécutive : Tom Shell et Ari Taub
Production déléguée : Hans Baer, Ken Del Vecchio et Matthias Triebel
Production associée : Tanja Knight, Jonathan Shore et Rick Yune
Coproduction déléguée : Frederic Demey et Wolfgang Herold
- Production (Allemagne - HJB Filmproduktion) :
  - Alois Bamberg, Friedrich Becker, Bernd Friederichs, Thomas Hansal, Oliver Lang, Oliver Reichelt et Dieter Susemihl
- Sociétés de production[1] :
  - Allemagne : HJB Filmproduktion, en association avec Bussard
  - États-Unis : Brooklyn Independent Studios
- Sociétés de distribution :
  - Allemagne : Splendid Film (DVD) ; WVG Medien (DVD et Blu-Ray)
  - États-Unis : Universal Pictures Home Entertainment et Vivendi Entertainment (DVD)
- Budget : 4,6 millions de $ (estimation)[2]
- Pays d'origine :  Allemagne,  États-Unis
- Langue originale : anglais
- Format[3] : couleur (Technicolor) - 35 mm - 2,35:1 (Cinémascope) - son Dolby Digital
- Genre : fantastique, thriller, épouvante-horreur
- Durée : 87 minutes / 88 minutes (version non censurée)
- Dates de sortie (sortie directement en vidéo)[4] :
  - Allemagne : 25 septembre 2008
  - France : 24 juin 2009
  - États-Unis : 26 janvier 2010
- Classification[5] :
  -  Allemagne : Interdit aux moins de 16 ans (FSK 16).
  -  États-Unis : Accord parental recommandé, film déconseillé aux moins de 13 ans (certificat #44930) (PG-13 - Parents Strongly Cautioned)[Note 1].
  -  France : Tous publics avec avertissement[6].

## Distribution
- Rick Yune : Edward Carnby
- Rachel Specter : Natalie
- Lance Henriksen : Abner Lundbert
- Bill Moseley : Dexter
- Ralf Moeller : Boyle
- Danny Trejo : Perry
- Zack Ward : Xavier
- Natassia Malthe : Turner
- Jason Connery : Parker
- Michael Paré : Willson
- P. J. Soles : Martha
- Brooklyn Sudano : Sinclair
- Allison Lange : Elizabeth Dexter / Witch
- Peter Looney : Ward Dexter
- Lisette Bross : Old Witch

## Production

### Casting
- Changement d'acteur :
  - Christian Slater est remplacé par Rick Yune dans le rôle de Edward Carnby.

## Autour du film
Elizabeth Dexter est basé de Elizabeth Jarret qui est dans le jeu de Alone in the dark 2 et de plus sa vraie forme coincé dans un arbre est en référence sur Ezechiel Pregzt qui est du premier Alone in the dark.
Le personnage Aline Cedrac est mentionnée.